# Powiat Kromieryż
Powiat Kromieryż (czes. Okres Kroměříž) – powiat w Czechach, w kraju zlińskim.
Jego siedziba znajduje się w mieście Kromieryż. Powierzchnia powiatu wynosi 799,22 km², zamieszkuje go 107 883 osób (gęstość zaludnienia wynosi 135,02 mieszkańców na 1 km²). Powiat ten liczy 80 miejscowości, w tym 7 miast.
Od 1 stycznia 2003 powiaty nie są już jednostką podziału administracyjnego Czech. Podział na powiaty zachowały jednak sądy, policja i niektóre inne urzędy państwowe. Został on również zachowany dla celów statystycznych.

## Struktura powierzchni
Według danych z 31 grudnia 2003 powiat ma obszar 799,22 km², w tym:
- użytki rolne - 61,91%, w tym 85,55% gruntów ornych
- inne - 38,09%, w tym 71,64% lasów
- liczba gospodarstw rolnych: 529

## Demografia
Dane z 31 grudnia 2003:
| Opis        | Ogółem  | Kobiety       | Mężczyźni     |
| ----------- | ------- | ------------- | ------------- |
| populacja   | 107 883 | 55 428 51,38% | 52 455 48,62% |
| średni wiek | 39      | 41,13         | 37,65         |

- gęstość zaludnienia: 135,02 mieszk./km²
- 63,7% ludności powiatu mieszka w miastach.

## Zatrudnienie
| Mieszkańcy ze stałym zatrudnieniem | 24 862       |
| Średnia pensja miesięczna          | 13 586 koron |
| Bezrobotni                         | 6 077        |
| Stopa bezrobocia                   | 11,57%       |

## Szkolnictwo
W powiecie Kromieryż działają:
| Rodzaj szkoły                   | Liczba szkół |
| ------------------------------- | ------------ |
| Przedszkola                     | 68           |
| Szkoły podstawowe               | 42           |
| Gimnazja                        | 3            |
| Szkoły średnie techniczne       | 15           |
| Szkoły średnie ogólnokształcące | 7            |
| Szkoły wyższe                   | 3            |

## Służba zdrowia
| Lekarze                               | 351 |
| Szpitale                              | 1   |
| Specjalistyczne ośrodki terapeutyczne | 3   |
| Gabinety dentystyczne                 | 57  |
| Apteki                                | 17  |